# 170'erne f.Kr.
Århundreder: 3. århundrede f.Kr. – 2. århundrede f.Kr. – 1. århundrede f.Kr.
Årtier: 220'erne f.Kr. 210'erne f.Kr. 200'erne f.Kr. 190'erne f.Kr. 180'erne f.Kr. – 170'erne f.Kr. – 160'erne f.Kr. 150'erne f.Kr. 140'erne f.Kr. 130'erne f.Kr. 120'erne f.Kr.
År: 179 f.Kr. 178 f.Kr. 177 f.Kr. 176 f.Kr. 175 f.Kr. 174 f.Kr. 173 f.Kr. 172 f.Kr. 171 f.Kr. 170 f.Kr.